# La Almunia de Doña Godina
La Almunia de Doña Godina (em aragonês: L'Almunia de Donya Godina) é um município da Espanha na província de Saragoça, comunidade autónoma de Aragão. Tem 56,65 km² de área e em 2021 tinha 7 983 habitantes (densidade: 140,9 hab./km²).

## Demografia
| Variação demográfica do município entre 1991 e 2004 | Variação demográfica do município entre 1991 e 2004 | Variação demográfica do município entre 1991 e 2004 | Variação demográfica do município entre 1991 e 2004 |
| --------------------------------------------------- | --------------------------------------------------- | --------------------------------------------------- | --------------------------------------------------- |
| 1991                                                | 1996                                                | 2001                                                | 2004                                                |
| 5061                                                | 5373                                                | 5715                                                | 6480                                                |